# Eric Lemming
Eric Valdemar Lemming, född 22 februari 1880 i Göteborg, död 5 juni 1930 i Göteborg, var en svensk idrottsman och senare företagsledare.
Lemming var en mångkunnig friidrottare som under sin karriär blev svensk mästare i grenarna stavhopp, kula, diskus, slägga och spjut. Han vann dessutom medaljer i höjdhopp, längdhopp och tresteg. Hans bästa gren var otvivelaktigt spjutkastning där han ståtar med tre guld från olympiska spel (i varianterna "fri stil", "bästa hand" och "modern stil"), ännu ett guld från de Extra olympiska spelen i Aten 1906 och därutöver tio SM-guld.
År 1908 blev ett gyllene år för Lemming då han erövrade två olympiska guldmedaljer och i SM-tävlingar vann guld i alla kastgrenarna; kula, diskus, slägga och spjut.

## Biografi
Eric Lemming var son till en sergeant vid Göteborgs garnison och växte upp i stadsdelarna Annedal och Västra Haga. Han tog studenten på Göteborgs högre realläroverk 1902, utexaminerades från Göteborgs handelsinstitut 1903 och började därefter en anställning vid Köpmansbanken. År 1904 anställdes han vid Göteborgs Polisverk, men slutade 1910 för att börja som kamrer vid AB Göteborgssystemet. År 1923 utnämndes Lemming till direktör vid Systembolaget, där han blev kvar fram till sin död 1930. 
Lemming intresserade sig tidigt för idrott, och 1892 blev han medlem i Majornas Gymnastikförenings Idrottsklubb. Redan i augusti 1893 återfinns hans namn i en prislista för klubben, genom ett andra pris i spjutkastning mot tavla. Efter en träningskväll på övningsplatsen vid Stampen 1895 - där vid tillfället stans främsta spjutkastare Harald Andersson-Arbin och Yngve Berglin höll till - fick den då 15-årige ynglingen möjligheten att returnera spjuten, och visade då så stor talang att de tävlande fick kasta sig undan spjutet som kom i retur. Lemming valdes snart därefter in i IS Lyckans Soldater.
Eric Lemming tävlade för IS Lyckans Soldater fram till år 1915 då han gick över till Örgryte IS.
Lemming erövrade 25 svenska mästerskap i grenarna spjut, diskus, kula, slägga och stavhopp, samt följande olympiska guldmedaljer:
- 1906 i Aten i spjut med 53,90 meter (Sveriges första olympiska guldmedalj)
- 1908 i London i spjut, fri stil med 54,44 meter
- 1908 i London i spjut, modern stil med 54,83 meter
- 1912 i Stockholm i spjut, bästa hand med 60,64 meter

Han slog världsrekordet i spjut nio gånger, sista gången den 29 september 1912 med 62,32 meter.
Pseudonymen Erik Otto uppstod efter det att Lemming 1923 skulle tillsättas i tjänsten som VD för Göteborgs System AB och dess styrelse ville då inte att företaget skulle bli förknippat med idrotten. Namnet Otto lånade han av klubbkamraten Otto Nilsson.
Eric Lemming var mycket uppskattad tack vare sin "hjälpsamhet och sina sällskapstalanger", han var bland annat en skicklig pianist och blev därigenom den självskrivna centralfiguren i idrottskretsar, såväl på som utanför tävlingsarenan. Lemming var mycket atletisk med sina 90 kilo muskler, fördelat på 190 centimeter.
Göteborgs-Posten skrev den 2 oktober 1912: "Eric Lemming, vår bekante idrottsman, har i dagarna från Persien mottagit ett officiellt anbud att tillsammans med överste Hjalmarsson sköta reorganisationen av det persiska gendarmeriet. Herr Lemming skulle erhålla samma gage som överste Hjalmarsson. Hur smickrande detta anbud än är har herr L. dock förklarat, att han troligen kommer att lämna ett avböjande svar. Förhållandena i Persien äro ju ytterst osäkra och även med hänsyn till sin familj anser sig hr L. ej kunna reflektera på anbudet". 
Lemming var för övrigt ensam skribent för Göteborgs-Posten under Olympiska spelen 1900 i Paris, med signaturen "-g" och har hedrats med att ge namn åt idrottsplatsen Lemmingvallen i Utby.

## Familj
Eric Lemmings föräldrar var musikdirektören Oskar Christian Lemming (1856-1920), sergeant vid Göta artilleriregementes musikkår, och dennes maka Mathilda Lemming (1855-1883). Fadern gifte om sig med Ebba Sederin (1853-1889). 
Eric Lemmings helsyskon var Hildur (1876-1918) och Verna (1881-1970) och halvsyskon var Anna Lisa (1885-1954), elitgymnast i OS 1912, Oscar (1886-1979), olympisk häcklöpare 1908, och Ebba Fredrica, född 1888.
Halvbrodern Oscar Lemming blev några år i början av 1900-talet Sveriges och Nordens bäste häcklöpare på 110 meter häck (1 meters) med 16,2 sekunder och tillika mästare och rekordhållare i tresteg med 12,95 meter.
Eric Lemming var gift med Ella, född Winberg (1882–1937), som var en erkänd målare, bland annat representerad på Göteborgs Konstmuseum. I sitt äktenskap fick de två söner, sedermera överläkaren på Renströmska sjukhuset i Göteborg Rolf Lemming (1904–1989) och Åke Lemming (1906–1984).
Lemmings musikalitet upptäcktes tidigt och redan som åttaåring fick han tjänstgöra som organist i Garnisonskyrkan. Som bevis för hans stora fingerfärdighet som pianist berättas att Wilhelm Stenhammar vid ett tillfälle utmanat Lemming att spela den kromatiska skalan på tid, varpå Lemming var snabbare än yrkesmusikern Stenhammar.
Även syskonen Hildur och Verna var mycket musikaliska. Verna var Göteborgs första biografpianist på biografen Alhambra. 
Eric Lemming avled i sitt hem den 5 juni 1930 i sviterna av spanska sjukan som drabbade honom 1918. Han gravsattes den 10 juni på Östra kyrkogården i Göteborg

## Karriär

### Höjdhopp
Redan under OS i Paris år 1900 utmärkte sig Lemming med resultatet 170 centimeter i höjdhopp, vilket gav en fjärdeplats. Vid OS 1906 kom han på 26:e plats i stående höjdhopp.

### Stavhopp
Lemming vann SM i stavhopp 1899 med resultatet 2,90.
I de olympiska spelen i Paris år 1900 placerade sig Lemming sexa med ett hopp på 3,00 meter.

### Längdhopp
Vid OS 1900 kom Lemming på 12:e plats i längdhopp, med resultatet 5,50.

### Trestegshopp
Eric Lemming tävlade vid OS 1900 även i tresteg, men blev oplacerad (plats 7-13). Han var även med vid OS 1906 och kom då på 13:e plats.

### Kulstötning
Lemming blev svensk mästare 1904 i kulstötning (sammanlagt) med resultatet 21,30. 
Den 27 mars 1904 slog han också Gustaf Söderströms svenska rekord i kulstötning (bästa hand) från 1895 (12,20) med en stöt på 12,23. Detta rekord skulle stå sig till 1907. Året därpå (1905) vann han åter SM, den här gången med 12,54.
Vid OS i Aten 1906 tog Lemming en bronsmedalj med resultatet 11,26 meter. Detta år slog Lemming också Otto Nilssons inofficiella svenska rekord i kulstötning (sammanlagt) från 1902 (22,96) genom att åstadkomma 23,26. Detta Lemmings rekord är det första officiella svenska rekordet i kula (sammanlagt).
Åren 1908 vann han åter SM, den här gången på 22,39. Han återtog dessutom 6 september sitt svenska rekord i kulstötning (bästa hand) från Otto Nilsson med en stöt på 12,80. Han förlorade det dock tämligen omgående till Hugo Wieslander samma år. Han återtog 1908 sitt svenska rekord i kula (sammanlagt) från Otto Nilsson (23,42 från 1906) med resultatet 24,59. År 1909 vann han ännu en gång i SM, på 22,97. En regeländring gjorde också att hans svenska rekord i kula (sammanlagt) från 1908 ströks och att hans resultat 23,31 utsågs till nytt svenskt rekord. År 1910 förbättrade han sitt svenska rekord i kulstötning (sammanlagt) till 23,91. Detta rekord förlorade han 1911 till Einar Nilsson. Han vann SM även åren 1915 och 1917 (med resultaten 23,60 och 24,33).

### Diskuskastning
Vid OS i Paris 1900 kom han åtta i diskus, med 32,50 meter.
Lemming vann sitt första SM i diskus 1908 med (sammanlagt), på 59,87. Samma år slog han svenskt rekord i diskus (bästa hand) för första gången. Efter en regeländring räckte hans 35,11 den 6 september att slå Gustaf Söderströms rekord från 1897. Den 30 september 1906 förbättrade han sitt svenska rekord (bästa hand) med resultatet 37,85. Han blev också den förste officielle svenske rekordhållaren i diskus (sammanlagt) med resultatet 65,98. Detta slogs påföljande år av Ruben Lundqvist.
Vid Aten-OS 1906 blev han fyra i diskus fristil med 35,62 meter och femma i antik stil. 
År 1907 vann han SM, på 65,28. Däremot förlorade han sitt svenska rekord (bästa hand) till Ruben Lundqvist.
År 1908 vann han SM igen, med 68,51. Den 11 oktober detta år återtog han sitt svenska rekord (bästa hand) från Ruben Lundqvist, med resultatet 38,63. Den 17 oktober förbättrade han det ytterligare till 39,88. Detta senare rekord skulle stå sig till 1910 då Einar Nilsson bröt 40-metersvallen. Under 1908 återtog han även det svenska rekordet i diskus (sammanlagt) från Otto Nilsson med resultatet 70,46. Detta förbättrade han senare under året till 71,39. Vid OS 1908 blev han oplacerad i diskus, både i antik stil och den "normala" varianten. År 1911 slogs hans rekord i diskus (sammanlagt) av Emil Magnusson, senare samma året återtog han det (76,60). Han förlorade det redan nästa år till Gunnar Nilsson. 
Vid OS i Stockholm 1912 kom han elva i diskus (sammanlagt).

### Släggkastning
Lemming vann sitt första SM i släggkastning 1904 på 35,45. Den 19 augusti 1905 vann han SM på 38,95 vilket också innebar att han slog Carl Sandbergs svenska rekord från 1902 (enligt  slog han detta rekord redan 1903, med 38,85).
Lemming förbättrade den 9 september 1906 sitt svenska rekord till 40,01 (först i Sverige över 40 meter i släggkastning). Någon gång 1906 godkändes även hans rekord som det första officiella, oklart dock om det rörde sig om hans 38,95 eller 40,01. År 1907 vann han SM på 38,81. År 1908 vann han åter SM (41,27). Den 31 augusti 1908 förbättrade han ånyo sitt svenska rekord, till 44,55. Han var även med vid OS detta år och kom åtta i slägga.
Han vann sitt sista SM i slägga 1909, på 45,52 (bättre än svenska rekordet, men inte svenskt rekord. Varför?). År 1909 fick Lemming (efter en regeländring) ett nytt svenskt rekord (han hade det tidigare, se ovan), genom att han kastade släggan 42,52 m den 11 september.
Den 14 augusti 1910 förbättrade han sitt svenska rekord med ett kast på 43,27. Detta rekord skulle han dock förlora nästföljande år till Arvid Åberg. En knapp månad efter att ha förlorat rekordet återtog han det dock den 24 september 1911 med ett kast på 46,81. Detta skulle bli hans sista svenska rekord i slägga, och det slogs påföljande år av Carl Johan Lind.
Vid OS i Stockholm 1912 blev han oplacerad i slägga efter att inte ha fått något kast godkänt.
Sitt sista SM gjorde Lemming 1922, då han tog en bronsplats i slägga för Örgryte IS.

### Spjutkastning

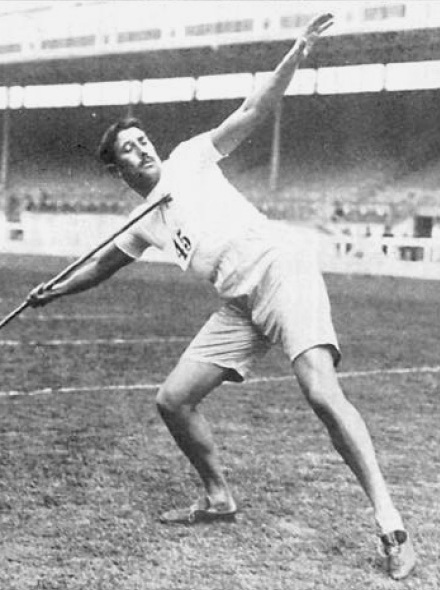
Lemming vid OS i London 1908

Vid tävlingar på Velocipedklubbens Idrottsplats vid Levgrenska ängen den 13 september 1896, blev Lemming tvåa efter K Y Berglin med resultatet 59,70 meter.
År 1899 vann Lemming sitt första svenska mästerskap i spjut (sammanlagt), med 76,90. Samma år den 18 juni, satte han det första registrerade världsrekordet i spjut (bästa hand) samt slog August Bergmans svenska rekord från 1897 med ett kast på 49,32. Han slog detta år även Bergmans svenska rekord i spjut (sammanlagt) från 1896 (71,94) med resultatet 78,38.  Han förlorade dock detta rekord 1900 till J. Berglind.
År 1902 vann han SM (sammanlagt) på 84,99. Detta år förbättrade han även sitt världsrekord (bästa hand) två gånger, först till 50,44 (och blev därmed först i världen att kasta över 50 meter) och sedan till 51,95. Vidare återtog han detta år sitt svenska rekord i spjutkastning (sammanlagt) från J. Berglind med resultatet 86,43. 
År 1903 vann han också SM (72,08). Den 31 maj 1903 förbättrade han sitt världsrekord (bästa hand) till 53,79. Han satte även det första noterade världsrekordet i spjut (sammanlagt) med 91,26. Bägge dessa resultat räknades även som de första officiellt godkända svenska rekorden. 
Åren 1904-1905 vann han ytterligare SM, på resultaten, 85,63 resp 86,37. Vid OS i Aten 1906 vann Lemming guldmedalj i spjutkastning (fri stil) med ett kast på 53,90 .  År 1907 vann han SM på 88,42. Den 22 september slog han även sitt världsrekord (bästa hand) från 1903, med 54,15.

År 1908 vann han SM på 89,28. Under året förlorade han momentant sitt världsrekord (bästa hand)till en norrman, A. Halse (54,40), men återtog det med ett kast på 56,28 varefter han förlorade det återigen, den här gången till ungraren M. Kovacs. I spjut (sammanlagt) förbättrade han sitt eget världsrekord till 95,97.
Han var 1908 med i OS i London. Där vann han spjut (fri stil) med 54,44 och även varianten fattning vid mitten med 54,83.
Även år 1909 vann han SM, på 90,04 den här gången. Med ett kast på 56,46 (11 juli) förbättrade han även sitt svenska rekord i spjut (bästa hand). Han slog också sitt eget världsrekord i spjut (sammanlagt) med 98,53. Detta världsrekord förlorade han dock till K. Aaltonen, Finland, 1911. Åren 1911 och 1912 vann han sina sista SM, med 91,45 och 94,07. Dessa år satte han även sina sista rekord. Den 10 september 1911 slog han till med 58,27, en förbättring av sitt svenska rekord med nästan 2 meter, men framför allt ett återtagande av världsrekordet från J. Kovacs.
Den 6 juli 1912 vann han vid OS i Stockholm spjut (bästa hand) med ett kast över 60-metersvallen, 60,64, räknat som svenskt rekord av somliga källor, men inte av andra. Senare samma år satte han också världsrekord, den 29 september, med ett kast på 62,32 (det första godkända världsrekordet i spjutkastning). Detta skulle stå sig som världsrekord tills Jonni Myyrä, Finland, slog det 1919 med 66,10. Lemmings svenska rekord skulle slås först 1920 av Gunnar Lindström. 1912 förbättrade han även sitt svenska rekord i kast, sammanlagt, till 106,47. Detta rekord stod sig till 1916, då Yngve Häckner förbättrade det.

### Allmänt

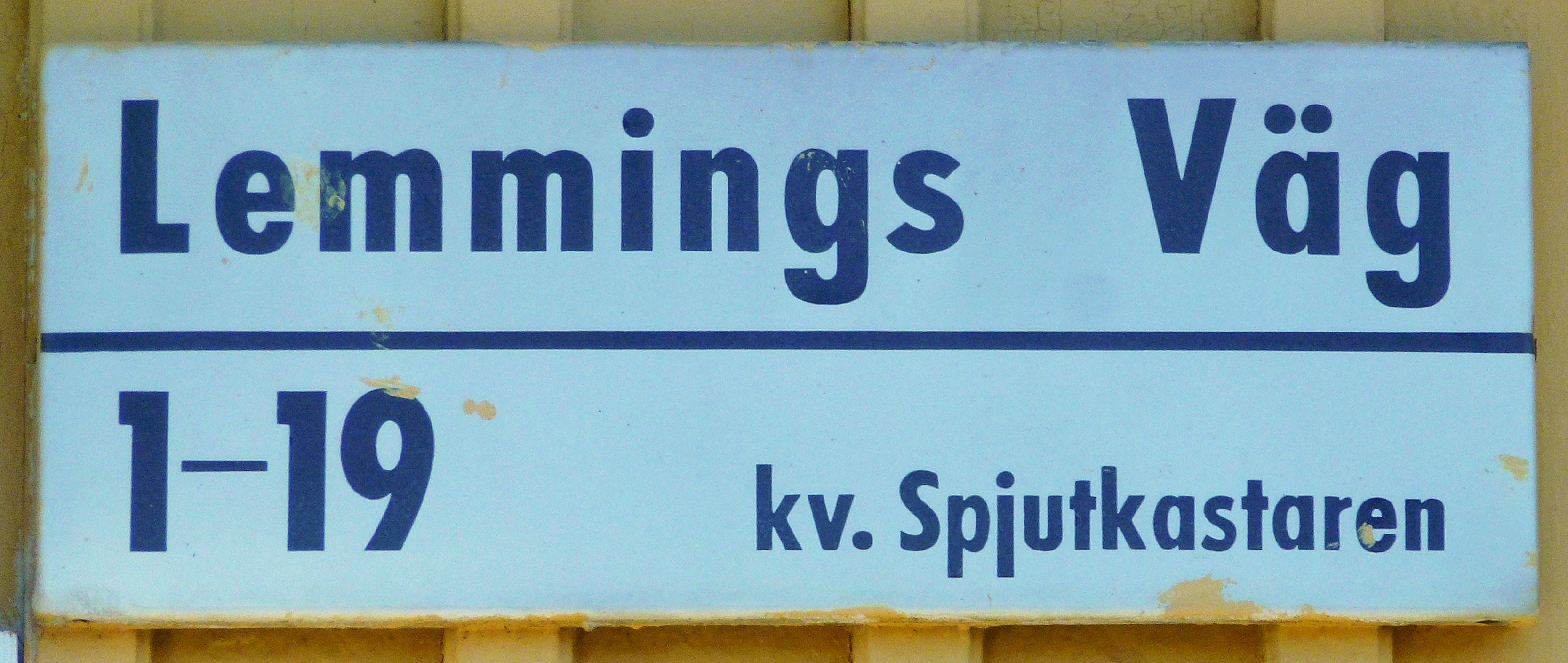
Lemmings väg i Tallkrogen.

- Vid Aten-OS 1906 tog Lemming brons i antik femkamp samt dragkamp, och i samma OS blev han fyra i stenstötning.
- Erik Lemming blev vid Aten-OS utsedd till "spelens ståtligaste idrottsman".
- Lemming blev 1928 retroaktivt utsedd till Stor grabb nummer 4 i friidrott.
- På Idrottsmuseet vid Kvibergs kasern i Göteborg kan man beskåda Eric Lemmings guldmedalj i spjut, från 1906.[10]
- Lemming ligger begravd på Östra kyrkogården, Göteborg.
- Lemmingsgatan i Utby uppkallades 1936 efter idrottaren. Bredvid ligger Lemmingsvallen, invigd 1967.[11]
- Lemmings väg i Tallkrogen, södra Stockholm.